# Similosodus venosus
Similosodus venosus är en skalbaggsart som först beskrevs av Francis Polkinghorne Pascoe 1867. Similosodus venosus ingår i släktet Similosodus och familjen långhorningar.
Artens utbredningsområde är:
- Myanmar.
- Sri Lanka.

Inga underarter finns listade i Catalogue of Life.